# Austin & Ally/Episodenliste
Diese Episodenliste enthält alle Episoden der US-amerikanischen Sitcom Austin & Ally, sortiert nach der US-amerikanischen Erstausstrahlung. Die Fernsehserie umfasst vier Staffeln mit 87 Episoden. Im Original haben die Titel jeder Episode ein „&“ in der Mitte (in der deutschen Version steht „und“). Außerdem haben im Original die Titel auch eine Alliteration (im Deutschen nur teilweise).

## Übersicht
| Staffel | Episodenanzahl | Erstausstrahlung USA | Erstausstrahlung USA | Deutschsprachige Erstausstrahlung | Deutschsprachige Erstausstrahlung |
| Staffel | Episodenanzahl | Staffelpremiere      | Staffelfinale        | Staffelpremiere                   | Staffelfinale                     |
| ------- | -------------- | -------------------- | -------------------- | --------------------------------- | --------------------------------- |
| 1       | 19             | 2. Dezember 2011     | 9. September 2012    | 21. Mai 2012                      | 28. September 2012                |
| 2       | 26             | 7. Oktober 2012      | 9. September 2013    | 13. Mai 2013                      | 11. November 2013                 |
| 3       | 22             | 27. Oktober 2013     | 23. November 2014    | 27. Juli 2015                     | 21. August 2015                   |
| 4       | 20             | 18. Januar 2015      | 10. Januar 2016      | 18. April 2016                    | 13. Mai 2016                      |

## Staffel 1
Die Erstausstrahlung der ersten Staffel war vom 2. Dezember 2011 bis zum 9. September 2012 auf dem US-amerikanischen Sender Disney Channel zu sehen. Die deutschsprachige Erstausstrahlung sendete der Pay-TV-Sender Disney Channel vom 21. Mai bis zum 28. September 2012. Die Free-TV-Premiere in Deutschland erfolgte vom 3. November 2012 bis zum 6. Januar 2013 am Wochenende 19.45 Uhr auf Super RTL.
| Nr. (ges.) | Nr. (St.) | Deutscher Titel                        | Originaltitel                 | Erstausstrahlung USA | Deutschsprachige Erstausstrahlung (D) | Regie                 | Drehbuch                         | Zuschauer (USA) | Prod. Code |
| --- | --------- | -------------------------------------- | ----------------------------- | -------------------- | ------------------------------------- | --------------------- | -------------------------------- | --------------- | ---------- |
| 1 | 1         | Rocker und Songschreiberin             | Rockers & Writers             | 2. Dez. 2011         | 21. Mai 2012                          | Shelley Jensen        | Kevin Kopelow & Heath Seifert    | 5,66 Mio.       | 101        |
| Ally Dawson, eine schüchterne Songwriterin, arbeitet im Musikgeschäft Sonic Boom, das an der Mall von Miami gelegen ist und ihren Eltern gehört. Austin Moon, ein aufstrebender Sänger, unterbricht Ally, während sie in ihrem Übungszimmer das Lied Double Take singt. Ohne dass Ally davon weiß, borgen sich Austin und sein bester Freund Dez diesen Song, drehen ein Video dazu und veröffentlichen es im Internet, woraufhin Austin zu einer lokalen Berühmtheit avanciert. Nachdem er mit diesem Lied in der „Helen Show“ aufgetreten ist, schlägt die Moderatorin vor, er könne mit einem weiteren seiner Songs auftreten. Austin ist kein guter Songwriter, und so wendet er sich an Ally und bittet diese, ihm beim Schreiben zu helfen. Zunächst lehnt Ally, aus Ärger über den gestohlenen Song ab, willigt dann aber doch noch ein. So lernen sie sich bei der gemeinsamen Arbeit am neuen Song Break Down The Walls kennen und Austin lädt Ally ein, bei seinem Auftritt dabei zu sein. Jedoch wird der Pianist krank, woraufhin Ally für ihn einspringen muss. Dies war alles Teil von Austins Plan, Allys Lampenfieber zu überwinden, welcher jedoch scheitert. Am Ende werden beide jedoch ein Team, zusammen mit Dez als Regisseur und Allys bester Freundin Trish als Managerin. |           |                                        |                               |                      |                                       |                       |                                  |                 |            |
| 2 | 2         | Kängurus und Chaos                     | Kangaroos & Chaos             | 4. Dez. 2011         | 22. Mai 2012                          | Shelley Jensen        | Kevin Kopelow & Heath Seifert    | 3,96 Mio.       | 102        |
| Nach einem Monat wächst Austins Sorge, dass seine Karriere zu Ende ist und die Leute ihn vergessen werden. Unter diesem Druck schreibt Ally einen Songtext in einer unleserlichen Handschrift. Daraufhin versuchen Dez und Trisch seltsame Requisiten für das Musikvideo zu organisieren, die ihrer Meinung nach zum Text passen. Als diese Sachen, unter anderem ein Känguru, eintreffen, arbeiten die vier schnell zusammen, um das Chaos zu beseitigen. |           |                                        |                               |                      |                                       |                       |                                  |                 |            |
| 3 | 3         | Neugier und Rache                      | Secrets & Songbooks           | 11. Dez. 2011        | 23. Mai 2012                          | Shelley Jensen        | Eric Friedman                    | 3,40 Mio.       | 103        |
| Ally verliert ihr Liederbuch, welches gleichzeitig ihr Tagebuch ist. Daraufhin sucht sie es zusammen mit Trish, ohne dass die beiden wissen, dass Austin und Dez es bereits gefunden und gelesen haben. Dabei entdecken sie, dass Ally in einen Jungen verknallt ist. Austin ist sich sicher, dass es sich bei diesem Jungen mit dem Namen wie eine texanische Stadt um ihn selbst handelt, und so versucht er, möglichst abstoßend gegenüber Ally zu wirken, um dies zu beenden. Nachdem Ally und Trish herausgefunden haben, beschließen sie, es den beiden heimzuzahlen. Am Ende wird enthüllt, dass Ally in Dallas, einem Jungen, der an einem Handyzubehörstand nahe dem Sonic Boom arbeitet, verknallt ist. |           |                                        |                               |                      |                                       |                       |                                  |                 |            |
| 4 | 4         | Meine Welt und Deine Welt              | Zaliens & Cloud Watchers      | 8. Jan. 2012         | 24. Mai 2012                          | Shelley Jensen        | Rick Nyholm                      | 2,99 Mio.       | 105        |
| Ally schreibt ein neues Lied, von dem sie sehr begeistert ist. Austin jedoch mag diesen Song überhaupt nicht, und so beschließen die beiden, sich besser kennenlernen zu wollen, damit Ally Songs schreiben kann, mit denen er sich identifizieren kann. Sie nehmen den jeweils anderen zu Dingen mit, die ihnen selbst Spaß machen. Ally führt Austin so in ihren Wolken-Beobachter-Club, was ihn jedoch langweilt. Austin nimmt Ally auf eine Horrorfilm-Convention mit, die sie wiederum langweilig findet. Im Anschluss spazieren die beiden im Park und Allys, Versuch, den Schwan Pickles zu retten, scheitert, entscheiden Austin und Ally, dass sie zwar verschieden voneinander sind, dies sie aber zu besseren Partnern macht. |           |                                        |                               |                      |                                       |                       |                                  |                 |            |
| 5 | 5         | Blogger und Schmetterlinge             | Bloggers & Butterflies        | 15. Jan. 2012        | 29. Mai 2012                          | Shelley Jensen        | Kevin Kopelow & Heath Seifert    | 2,81 Mio.       | 104        |
| Nachdem peinliche Fotos von Austin in einem Blog auftauchten, hat dies negative Auswirkungen auf dessen Karriere, es werden sogar Auftritte abgesagt. Schließlich gelingt es der Gruppe, die anonyme Bloggerin, Tilly ausfindig zu machen, wodurch sie erfahren, dass Tilly diese Fotos veröffentlichte, weil sie Ally wegen eines Vorkommnisses im Kindergarten hasst. Sie fordert Ally heraus, vor Publikum aufzutreten, um Austins Karriere zu schützen, was ihr jedoch wegen ihres Lampenfiebers nicht möglich ist. Schließlich schaffen es die beiden, Tilly in ihrem eigenen Spiel zu schlagen. Unterdessen arbeiten Trish und Dez in einem „Fish-and-Chips“-Restaurant, wo sie alles Mögliche außer Fische frittieren, um wie beabsichtigt herausgeworfen zu werden. |           |                                        |                               |                      |                                       |                       |                                  |                 |            |
| 6 | 6         | Tickets und Desaster                   | Tickets & Trashbags           | 22. Jan. 2012        | 29. Mai 2012                          | Adam Weissman         | Samantha Silver & Joey Manderino | 2,98 Mio.       | 107        |
| Austin wird eingeladen, bei den Miami Internet Music Awards aufzutreten. Unglücklicherweise hat er nur eine weitere Karte zur Verfügung. Ally, Trish und Dez buhlen nun um das Ticket. Da Austin es jedoch nicht übers Herz bringt, überhaupt jemand abzuweisen, sagt er allen drei zu. Nachdem sie es herausfinden, sagt er schließlich allen ab und nimmt stattdessen Nelson mit. Die drei stellen dann fest, dass sie alle egoistisch waren und schleichen sich zusammen in die Show, um Austin zu unterstützen, was aber eher desaströs endet. |           |                                        |                               |                      |                                       |                       |                                  |                 |            |
| 7 | 7         | Manager und Fleischbällchen            | Managers & Meatballs          | 29. Jan. 2012        | 30. Mai 2012                          | Adam Weissman         | Wayne Conley                     | 3,55 Mio.       | 108        |
| Die erfolgreiche Musikmanagerin Demona Dixon möchte Austin überzeugen, bei ihrer Firma zu unterschreiben, indem sie verspricht ihn groß herauszubringen. Austin muss sich nun zwischen seinen besten Freunden und der Chance auf eine große Karriere entscheiden. Als er dann erfährt, dass Demonica versucht, seine Freundschaft mit Ally, Trish und Dez zu sabotieren, wendet er sich gegen sie und stellt sie in der Öffentlichkeit bloß. |           |                                        |                               |                      |                                       |                       |                                  |                 |            |
| 8 | 8         | Clubbesitzer und Partys                | Club Owners & Quinceaneras    | 19. Feb. 2012        | 31. Mai 2012                          | Eric Dean Seaton      | Samantha Silver & Joey Manderino | 3,53 Mio.       | 109        |
| Trish feiert ihren Quinceañera, eine lateinamerikanische Tradition zum 15. Geburtstag eines Mädchens. Zu der Party kommt auch ein Clubbesitzer, den Austin durch seinen Auftritt beeindrucken möchte. Als er sich dort entscheiden muss, entweder zu singen oder Ally bei ihrem Tanz zu helfen, entscheidet er sich für letzteres. Schließlich stellt sich heraus, dass der Clubbesitzer kein Eigentümer von Nachtclubs, sondern von Country Clubs ist, und Ally findet heraus, dass ihr Schwarm Dallas wie sie selbst auch nicht gut tanzen kann. |           |                                        |                               |                      |                                       |                       |                                  |                 |            |
| 9 | 9         | DJs und Demobänder                     | Deejays & Demos               | 26. Feb. 2012        | 5. Juni 2012                          | Roger Christiansen    | Steve Freeman & Aaron Ho         | 2,73 Mio.       | 111        |
| Austin gibt sein erstes Interview im Radio und hält dies für die beste Gelegenheit, Allys Arbeit zu würdigen. Jedoch geht dieser Plan nach hinten los, und der Moderator lädt beide ein, zusammen live im Radio aufzutreten. Zusammen versuchen sie nun, den Auftritt wegen Allys Lampenfieber zu verhindern. Stattdessen tritt dann Trish als Ally auf. |           |                                        |                               |                      |                                       |                       |                                  |                 |            |
| 10 | 10        | Weltrekorde und Arbeitsplatzvernichter | World Records & Work Wreckers | 4. März 2012         | 2. Juli 2012                          | Phill Lewis           | Kevin Kopelow & Heath Seifert    | 3,06 Mio.       | 113        |
| Ally stellt ihren Schwarm versehentlich als Aushilfe im Sonic Boom an. Er ist aber ein schlechter Mitarbeiter, jedoch zögert sie, ihn hinauszuwerfen. Austin und Dez versuchen in der Zwischenzeit einen Weltrekord darin aufzustellen, wer am längsten einen Basketball auf seinem Finger drehen kann. |           |                                        |                               |                      |                                       |                       |                                  |                 |            |
| 11 | 11        | Songschreiberei und Seesterne          | Songwriting & Starfish        | 11. März 2012        | 7. Juni 2012                          | Eric Dean Seaton      | Eric Friedman                    | 2,63 Mio.       | 110        |
| Austin bereitet sich auf den Hot Summer Jam Contest am Strand vor, wo er die Chance erhalten könnte, dass sein Song im Radio gespielt wird. Nachdem Ally ihr Songbook in Trishs Eiswagen vergessen hat (Trish arbeitet während der Folge als Eisverkäuferin), gehen die drei mitten in der Nacht zum Eisgeschäft, um es zu holen, wo sie sich im Kühlhaus einschließen. Dort werden sie von Dez befreit und anschließend von einem Polizisten aufgegriffen, der sie später freilässt, als er die Chance bekommt, mit Austin zum Jam aufzutreten. |           |                                        |                               |                      |                                       |                       |                                  |                 |            |
| 12 | 12        | Suppen und Goldsterne                  | Soups & Stars                 | 25. März 2012        | 11. Juni 2012                         | Shannon Flynn         | Wayne Conley                     | 2,58 Mio.       | 115        |
| Ally meldet sich im sozialen Netzwerk Tweeter, einer Anspielung auf Twitter, an. Sie gewinnt 5000 Follower, nachdem sie ein Foto von einer Spinne in einem Suppenteller im Restaurant ihrer ehemaligen Lehrerin postet. Daraufhin bleiben dem Restaurant die Kunden weg. Ally fühlt sich schuldig und dreht deshalb, und weil sie unbedingt einen Stern von Ms. Suzy verdienen will, ein Video um Ms. Suzy’s Soups zu retten. |           |                                        |                               |                      |                                       |                       |                                  |                 |            |
| 13 | 13        | Diebstähle und Fallen                  | Burglaries & Boobytraps       | 15. Apr. 2012        | 11. Sep. 2012                         | Shelley Jensen        | Aaron Ho & Steve Freeman         | 3,28 Mio.       | 106        |
| Ally ärgert sich, dass Austin wieder einmal nicht pünktlich zu ihrem Treffen erschienen ist, sondern stattdessen ein Konzert besucht hat. Das Einkaufszentrum wird von einer Einbruchswelle heimgesucht, die auch das Sonic Boom erreicht. Ally schaut sich daraufhin das Überwachungsvideo an und stellt fest, dass Austin eine Gitarre gestohlen hat, woraufhin Trish das Video an die Ladenbesitzervereinigung gibt, um die Belohnung für die Erfassung des Täters zu kassieren. Es stellt sich aber heraus, dass Austin die Gitarre nicht stehlen wollte, sondern sie von Bruno Mars als Wiedergutmachung für Ally signieren ließ. Daraufhin stellen sie dem wahren Dieb eine Falle. |           |                                        |                               |                      |                                       |                       |                                  |                 |            |
| 14 | 14        | myTab und mein Sittich                 | MyTAB & My Pet                | 22. Apr. 2012        | 12. Juni 2012                         | Phill Lewis           | Rick Nyholm                      | 2,87 Mio.       | 114        |
| Die Freunde warten in einer Schlange, um das neue MyTAB 6 (eine Anspielung auf das iPad) gleich zum Verkaufsstart zu ergattern. Austin, der kurzzeitig im Geschäft von Allys Vater ist, lässt versehentlich Allys Vogel Owen, der gerade Geburtstag hat, frei. Sie versuchen, Owen wiederzufinden; dabei verwüstet Trish Allys Zimmer mit Popcorn. Als nun alle die Schlange verlassen haben, müssen sie einen Weg finden, die Leute zum Verlassen der Schlange zu animieren, um noch an myTABs zu kommen. |           |                                        |                               |                      |                                       |                       |                                  |                 |            |
| 15 | 15        | Filme machen & Ängste verlieren        | Filmmaking & Fear Breaking    | 20. Mai 2012         | 13. Juni 2012                         | Roger S. Christiansen | Rick Nyholm                      | 3,05 Mio.       | 112        |
| Dez dreht einen Film, in dem Austin die Hauptrolle spielt. Während des Drehs läuft Austin plötzlich davon und gesteht dann Ally den Grund dafür, er hat wegen eines Erlebnisses in seiner Kindheit Angst vor Schirmen. Sie versucht, ihn von seiner Angst zu befreien und erklärt ihm auch den Grund für ihr Lampenfieber, da sie bei einem Vorspielen für eine Musikschule plötzlich Panik bekam. Inzwischen versucht Dez, den Stab zu ärgern, um möglichst viele Emotionen zu erzeugen, indem er keine von Allys extra angefertigten Requisiten nutzt, Trishs Rolle kaum Text bekommt und Sonnenschirme aufstellt, obwohl er von Dez Angst weiß. |           |                                        |                               |                      |                                       |                       |                                  |                 |            |
| 16 | 16        | Austin und Cassidy                     | Diners & Daters               | 17. Juni 2012        | 21. Sep. 2012                         | Shelley Jensen        | Aaron Ho & Steve Freeman         | 2,87 Mio.       | 116        |
| Trish hat einen neuen Job in einem Restaurant, wo sich Austin in die Kellnerin Cassidy verliebt. Als er sie um ein Date bittet, lehnt sie ab, da sie durch die Arbeit und ihre Band schon ausgelastet ist. Daraufhin fängt Austin in dem Restaurant als Kellner an, um bei ihr sein zu können. Ally schreibt einen Song für ihn, mit dem er erneut Cassidy bittet, mit ihr auszugehen, doch sie muss wieder ablehnen, weil sie wegen eines neuen Plattenvertrages nach Los Angeles zieht. Inzwischen versucht Dez, der Managerin des Restaurant, Mindy, zu entkommen, die in ihn verliebt ist. |           |                                        |                               |                      |                                       |                       |                                  |                 |            |
| 17 | 17        | Urlaub und Alligatoren                 | Everglades & Allygators       | 15. Juli 2012        | 21. Sep. 2012                         | Shelley Jensen        | Clay Lapari                      | 3,52 Mio.       | 119        |
| Austin soll auf Shiny Moneys Swamp Blast auftreten. Um einen neuen Song dafür zu schreiben, dürfen die vier Freunde auf dem Hausboot von Shiny Money ein paar Tage Urlaub machen. Dort werden sie von einem riesigen Alligator namens „Big Mama“ angegriffen, woraufhin das Hausboot schließlich sinkt. Shiny Money glaubt die Geschichte zunächst nicht, wird dann aber selbst angegriffen, und ist damit wieder wie in Episode sechs (Tickets & Trashbags) verletzt. Am Ende ist Austins in der Show zu sehen. |           |                                        |                               |                      |                                       |                       |                                  |                 |            |
| 18 | 18        | Erfolge und Rückschläge                | Successes & Setbacks          | 19. Aug. 2012        | 28. Sep. 2012                         | Shelley Jensen        | Samantha Silver & Joey Manderino | 3,29 Mio.       | 117        |
| Jimmy Starr, der Chef von Starr Records, möchte ein Demoband, welches Austin eventuell einen Plattenvertrag sichern könnte. Just in diesem Moment stellen die Ärzte Knötchen auf Austins Stimmbändern fest. |           |                                        |                               |                      |                                       |                       |                                  |                 |            |
| 19 | 19        | Album und Abschied                     | Albums & Auditions            | 9. Sep. 2012         | 28. Sep. 2012                         | Eric Dean Seaton      | Heath Seifert & Kevin Kopelow    | 2,95 Mio.       | 118        |
| Austin veröffentlicht sein erstes Album mit dem Label Star Records. Ally hat sich in einer Musikschule beworben und will das verwerfen, da sie beim letzten Vorsingen aufgrund ihres extremen Lampenfiebers gescheitert war. Doch ihre Freunde lassen nicht locker und schicken hinter ihrem Rücken die Bewerbung ab. Sie nutzen die Klavierstunden, die Dez gewonnen hat, um Ally dabei zu filmen. Dieses Material schneiden sie für das Live-Onlinevorlingen zusammen, woraufhin Ally akzeptiert wird und ihr ein Stipendium angeboten wird. Doch um auf der Music University New York lernen zu können, muss sie umziehen und damit ihre Freunde verlassen. Auf der Party zur Präsentation von Austin Debütalbum entscheidet sich Ally dann doch dafür, in Miami bei ihren Freunden zu bleiben, da ihr Traum bereits wahr geworden sei. |           |                                        |                               |                      |                                       |                       |                                  |                 |            |

## Staffel 2
Die Erstausstrahlung der zweiten Staffel ist seit dem 7. Oktober 2012 auf dem US-amerikanischen Sender Disney Channel zu sehen. Eine deutschsprachige Erstausstrahlung erfolgte vom 13. Mai bis zum 11. November 2013 im Disney Channel.
| Nr. (ges.) | Nr. (St.) | Deutscher Titel                 | Originaltitel                            | Erstausstrahlung USA | Deutschsprachige Erstausstrahlung (D) | Regie               | Drehbuch                          | Zuschauer (USA) | Prod. Code |
| --- | --------- | ------------------------------- | ---------------------------------------- | -------------------- | ------------------------------------- | ------------------- | --------------------------------- | --------------- | ---------- |
| 20 | 1         | Kostüme und Courage             | Costumes & Courage                       | 7. Okt. 2012         | 13. Mai 2013                          | Shelley Jensen      | Rick Nyholm                       | 4,01 Mio.       | 201        |
| Austin wird von Jimmy Starr eingeladen, auf der Halloweenparty seines Plattenlabels Starr Records aufzutreten. Starr erzählt zuerst Ally, dass Austin ein Duett mit Taylor Swift singen solle. Austin hört mit und denkt, dass er nicht mehr singen solle und sendet versehentlich dem Manager eine SMS, in der er ihn als „böse feige Ratte“ bezeichnet, woraufhin sie auf der Party den Text auf Starrs Telefon löschen. Inzwischen ist durch ein Ungeschick Dez, der auf Geisterjagd war, Taylor Swift außer Gefecht gesetzt. Da beide das gleiche Köstum tragen, ersetzt Ally Taylor bei ihrem Auftritt, wodurch Ally das erste Mal auf der Bühne singt, allerdings als jemand anderes. Bemerkung: Taylor Swift spielt sich nicht selbst, ihre Rolle ist nur in Verkleidung zu sehen. Gaststar: Veronica Dunne als Emily |           |                                 |                                          |                      |                                       |                     |                                   |                 |            |
| 21 | 2         | Tänzer und Trennungen           | Backups & Breakups                       | 14. Okt. 2012        | 14. Mai 2013                          | Shelley Jensen      | Kevin Kopelow & Heath Seifert     | 3,69 Mio.       | 202        |
| Austin und Ally glauben einige Veränderungen bemerkt zu haben und kommen zu dem Schluss, dass Trish und Dez miteinander ausgehen. Tatsächlich hat Trish einen neuen Freund, doch es handelt sich um Trent (Trevor Jackson), den Austin zuvor als Background-Tänzer für sein neues Musikvideo engagiert hat. Ally hört zufällig eine Unterhaltung von Trent mit dessen Freundin mit, der er verspricht, mit Trish schlusszumachen, da er die Rolle als Tänzer hat, was der einzige Grund war, mit Trish auszugehen. Ally holt sich per Videochat Rat bei ihrer Mutter Penny (Julia Campbell), die auf einer Expeditionsreise in Afrika ist, und entscheidet sich, Trish die Wahrheit zu sagen. Nachdem es auch Austin erfährt, feuert er Trent, der ihn noch zu einem Tanzduell herausfordert, was Austin aber gewinnt. Bemerkung: In dieser Episode spielen erstmals Szenen in der Highschool. Auch Allys Mutter hat ihren ersten Auftritt in dieser Episode. |           |                                 |                                          |                      |                                       |                     |                                   |                 |            |
| 22 | 3         | Zeitschriften und Lügen         | Magazines & Made-Up Stuff                | 28. Okt. 2012        | 15. Mai 2013                          | Shelley Jensen      | Samantha Silver & Joey Manderino  | 3,50 Mio.       | 205        |
| Trish will Austin auf das Cover der Teenager-Zeitschrift Cheetah Beat bringen und füllt für ihn einen Fragebogen aus, da ihr seine Antworten zu langweilig erscheinen, und verschönert die Antworten dabei. Die Reporterin Megan Simms (Aubrey K. Miller), die erst 10 Jahre alt ist, interviewt Austin und will ihn nun bei allem sehen, was Trish ausgefüllt hat, wie seine Karate-Künste oder sein Motorrad. Ally will ihn überzeugen, die Wahrheit zu sagen, doch er spielt stattdessen diese Hobbys alle vor, was ihn schließlich auf das Cover bringt. Als die Reporterin Ally fragt, woher sie die Inspiration für ihre Songs nehme, kann sie nicht widerstehen, und erzählt vom Bungeejumping, dass die Reporterin nun unbedingt sehen will und dort das Coverfoto schießt. |           |                                 |                                          |                      |                                       |                     |                                   |                 |            |
| 23 | 4         | Spenden und Strafen             | Parents & Punishments                    | 4. Nov. 2012         | 16. Mai 2013                          | Shelley Jensen      | Aaron Ho & Steve Freeman          | 3,33 Mio.       | 206        |
| Ally verschenkt aus Versehen alle Instrumente des Sonic Boom. Um die Instrumente zurückzuholen, ohne dass Allys Vater das Verschwinden bemerkt, wollen die vier Freunde eine Spendenveranstaltung machen, in der Austin auftreten soll. Dieser hat allerdings Hausarrest, weil er sich mehr auf die Musik als auf die Schule konzentriert. Er schleicht sich aber davon und tritt dann trotzdem auf der Veranstaltung auf. Dort müssen die vier Freunde ihn davor bewahren, von seinen Eltern gesehen zu werden. Als sie genug Geld zusammen hatten, um die Instrumente zurückzuholen, verschenkt Ally sie wieder aus Versehen. Deshalb sagt sie ihrem Vater die Wahrheit. Als Austin wieder zu Hause ankommt, kriegen seine Eltern durch ein Statusupdate auf seiner Internetseite mit, dass er nicht daheim war und gelernt hat. Deshalb wird sein Hausarrest verlängert. |           |                                 |                                          |                      |                                       |                     |                                   |                 |            |
| 24 | 5         | Diebe und Düfte                 | Crybabies & Cologne                      | 11. Nov. 2012        | 17. Mai 2013                          | Shelley Jensen      | Luisa Leschin                     | 3,31 Mio.       | 203        |
| Trent, Austins ehemaliger Background-Tänzer, hört wie Austin und Ally gemeinsam einen neuen Song aufnehmen. Noch bevor Austin das Lied veröffentlicht stellt Trent unter dem Künstlernamen „T-Fame“ ein Video von sich ins Internet, wie er den Song singt um genauso berühmt zu werden wie Austin. Daraufhin macht Austin den ‚Diebstahl‘ öffentlich, woraufhin er im Fernsehen als „Crybaby of the Week“ (deutsch: Heulsuse der Woche) bezeichnet wird. Inzwischen versucht Dez, aus recht ungewöhnlichen Zutaten Austins eigene Parfumlinie zu kreieren. Austin ist mit Trent zu Gast in einer Talkshow, als Trent auch, wie von Austin geplant, das nach Honig und nassem Hund riechende Parfum von Austin als seines ausgibt. Als durch Dez Ungeschicklichkeit die Bienen eines Imkers, der auch zu Gast ist, entfliehen, lassen diese sich aufgrund seines Honigduftes alle auf Trent nieder, der in seiner Panik das Fernsehstudio demoliert und damit zum neuen Crybaby of the Week. |           |                                 |                                          |                      |                                       |                     |                                   |                 |            |
| 25 | 6         | Jessie trifft Austin & Ally     | Austin & Jessie & Ally All Star New Year | 7. Dez. 2012         | 6. Juli 2013                          | Bob Koherr          | Wayne Conley                      | 4,8 Mio.        | 211        |
| Der größte Traum von Austin war schon immer, an Silvester auf dem Times Square aufzutreten. Nun soll dieser Traum wahr werden und er fliegt mit Ally, Trish und Dez nach New York. Wegen ihrer Verspätung aufgrund eines umgeleiteten Fluges werden sie nicht hoch zur Plattform am Times Square gelassen und treffen unten auf Jessie und Emma. Sie helfen ihnen mit dem Helikopter hoch zu kommen und so kann Austin doch noch auftreten. Trish hat, um Geld zu verdienen, einen von Austins Schuhen an Emma verkauft, die ein riesiger Austin-Moon-Fan ist. Weil sich Austin seinen Schuh zurückholen will, geht er in das Penthouse der Ross-Familie. Dort sieht Jessie die Chance, einen ihrer Songs mit Austin zu singen. Allerdings finden Austin und Ally keinen ihrer Songs gut, bis auf einen, der aber eigentlich ein von Zuri für die Schule verfasstes Gedicht ist. Jessie will nicht, dass die beiden das herausfinden, deshalb versucht sie dies zu verhindern. Inzwischen sind alle nach Miami zurückgeflogen. Zuri findet heraus, dass es ihr Gedicht ist, ist aber nicht sauer auf Jessie. Am Ende singen dann Austin und Jessie Zuris Gedicht und die New Yorker sind wieder nach New York geflogen. Bemerkung: Diese Episode ist ein Crossover mit Jessie und ist außerdem 45 Minuten lang. |           |                                 |                                          |                      |                                       |                     |                                   |                 |            |
| 26 | 7         | Riesenräder und üble Gerüche    | Ferris Wheels & Funky Breath             | 13. Jan. 2013        | 20. Mai 2013                          | Rich Correll        | Steve Freeman & Aaron Ho          | 3,27 Mio.       | 204        |
| Dez wurde auf Grund seiner guten Idee ausgewählt Austins neues Musikvideo zu drehen. Es geht darin um die erste große Liebe. Das Video drehen sie in einem Vergnügungspark. Als Austin zum ersten Mal das Mädchen sieht, das seine Freundin spielen soll, ist er total begeistert. Kira sieht wunderschön aus, hat allerdings grauenhaften Atem, was es Austin unmöglich macht mit ihr das Video zu drehen. Die vier wollen Kira loswerden, doch dann finden sie heraus, dass sie die Tochter von Jimmy Starr ist, was es ihnen unmöglich macht sie zu feuern. Sie versuchen deshalb Kiras Atem zu verbessern, schaffen dies aber nicht. Während des Drehs sitzen Austin und Kira in einem Riesenrad fest, schaffen es aber nach ein wenig Zeit wieder runter. Austin kann Kira so nicht küssen, deshalb täuschen die vier vor, dass Austin ein Sabberproblem hat. Dez baut etwas, das ihm ermöglicht Wasser aus Austins Mund fließen zu lassen. Kira findet das widerlich und will deshalb nicht mehr weiterdrehen. Die vier sind glücklich und wollen ein neues Mädchen suchen. Als sie gerade ein paar Mädchen durchgehen, kommt Jimmy Starr und erklärt, dass er auch ein Sabberproblem gehabt habe, nun aber frei davon sei. Kira entschuldigt sich bei Austin und will wieder mit ihm drehen. Außerdem soll Austin eine Rede vor ein paar Kindern halten, in der er erzählt, wie er es trotz seines Problems geschafft hat seine Träume zu erfüllen. Es geht etwas schief und aus seinem Mund kommt zu viel Wasser während der Rede. Die vier erklären Jimmy, dass sie gelogen haben und, dass seine Tochter einen schrecklichen Atem habe. Jimmy ist verwundert, sagt aber, dass, um sein Sabber-Problem zu stoppen, etwas weggenommen werden musste und er nun nicht mehr riechen könne. Die vier müssen das Video fertigstellen und finden eine Lösung für die Kussszene. Austin und Kira gehen beide in zwei Hamsterbälle und küssen sich nur durch die Wände. Am Ende sieht man das Musikvideo von Austins Lied No Ordinary Day und die vier Freunde gehen in einen Fotoautomaten und die Folge hört mit den Fotos der vier Freunde auf. |           |                                 |                                          |                      |                                       |                     |                                   |                 |            |
| 27 | 8         | Liebste und Freundin            | Girlfriends & Girl Friends               | 27. Jan. 2013        | 21. Mai 2013                          | Shelley Jensen      | Samantha Silver & Joey Manderino  | 3,96 Mio.       | 207        |
| Austins Musikvideo „No Ordinary Day“ wird zum Nummer-1-Video des Tages einer Fernsehshow gewählt. Austin verliebt sich in Kira, die nun ihren schlechten Atem verloren hat, da sie nicht mehr täglich Knoblauch isst, und bittet sie um ein Date. Doch Kira lehnt ab, da sie sieht, wie nahe er Ally steht, und den beiden nicht im Wege stehen möchte. Ally hilft daraufhin Austin das perfekte Date mit Kira zu planen: ein Picknick im Grünen, während ein Stummfilm läuft. Während sie das Date durchspielen, entwickelt Ally Gefühle für Austin, womit sie sich Trish anvertraut, die ihr versprechen muss, niemandem davon zu erzählen, da Ally befürchtet, dass, wenn sie es Austin sagt und er ihre Gefühle nicht erwidert, ihre gute Freundschaft auf dem Spiel steht. Kurz nachdem Austin aufgebrochen ist, stellt Dez fest, dass der Dateplan unpassend für Kira ist, die Vegetarierin ist und alte Filme hasst, und Ally obendrein Austin die falsche Halskette, auf der „Ally“ steht, mitgegeben hat. Also gehen Ally, Trish und Dez in das Freiluftkino um Austin zu helfen, doch das Date wird zum Desaster. Später spielen Austin und Kira Videospiele, wobei sie sich doch noch näherkommen. Am Schluss ist zu sehen, wie Ally einen Brief Austins, in dem er ihr mit den Worten „There's no way I can make it without you“ für das Songwriting dankt, in ihr Tagebuch legt. |           |                                 |                                          |                      |                                       |                     |                                   |                 |            |
| 28 | 9         | Camper und Komplikationen       | Campers & Complications                  | 17. Feb. 2013        | 22. Mai 2013                          | Adam Weissman       | Rick Nyholm                       | 4,91 Mio.       | 208        |
| Allys alter Freund Elliot kommt in die Stadt und die beiden verstehen sich sehr gut und unternehmen viel zusammen. Austin fühlt sich von Ally vernachlässigt und wird eifersüchtig. Dez redet mit Austin und die beiden erkennen, dass Austin in Ally verliebt ist. Wie in der Folge davor bekannt wurde, ist Ally auch in Austin verliebt. Dez hört fälschlicherweise, dass Ally mit Elliot zusammen sein will, obwohl dies gar nicht der Fall ist. Er erzählt es Austin und dieser will es direkt verhindern. Er misst sich mit Elliot in vielen verschiedenen Wettkämpfen, um Ally von sich zu beeindrucken und sie davon abzuhalten Elliot nach einer Beziehung zu fragen. Am Ende gewinnt Austin, aber Kira merkt, dass sie anfangs Recht hatte und Austin wirklich Gefühle für Ally hat. Austin weiß nicht, was er ihr sagen soll und Kira beendet somit die Beziehung. Trish sagt Ally, dass Austin eifersüchtig wirkt und die beiden realisieren, dass Austin in Ally verliebt ist. Ally weiß nicht, ob sie Austin sagen soll, dass sie ihn auch liebt, doch Trish rät ihr davon ab. Am Ende wollen Austin und Ally zusammen ein Lied fertig schreiben. Die Hände der beiden berühren sich und sie gucken sich tief in die Augen. Sie kommen sich näher und sind kurz davor sich zu küssen. Doch dann stoppt Ally kurz davor und macht weiter mit dem Lied. Dann stellen sie das Lied mit glücklichen Gesichtern fertig. |           |                                 |                                          |                      |                                       |                     |                                   |                 |            |
| 29 | 10        | Kapitel und Küsse               | Chapters & Choices                       | 24. Feb. 2013        | 23. Mai 2013                          | Adam Weissman       | Kevin Kopelow & Heath Seifert     | 4,03 Mio.       | 209        |
| Allys Mutter kommt von einer Forschungsreise in Afrika zurück und macht nun eine Party, um ihr neues Buch über Schimpansen vorzustellen. Ally will ihr Lampenfieber bekämpfen, indem sie mit Austin ein Duett singt. Ihre Mutter sieht, wie Ally und Austin miteinander umgehen und sagt ihrer Tochter, dass es wie bei den Schimpansen ist und zwischen den beiden Gefühle sind. Ally stimmt ihr zu, erklärt ihr aber auch, dass Austin auch in ein anderes Mädchen verliebt ist (Kira) und sie nicht warten will, bis Austin sich für eine der beiden entschieden hat. Währenddessen hat sich Austin dafür entschieden Kira zu fragen, ob sie mit ihm zusammen sein will, weil er der Meinung ist, dass es mit Ally zu viele Probleme geben würde. Kira ist sich unsicher und sagt Austin, dass sie nachdenken muss. Kurz vor dem Auftritt wird Ally nervös, doch ihre Mutter ermutigt sie, doch aufzutreten. Inzwischen mussten Trish und Dez die Leute auf der Party ablenken, indem Trish ein paar Stellen aus dem Buch vorgelesen hat und Dez sie vorgespielt hat. Schließlich singen dann Austin und Ally ihr Duett und sie kommen sich dabei sehr nahe. Nach dem Auftritt der beiden sagt Austin zu Ally, dass er alles machen kann, solange sie dabei ist. Die beiden gucken sich tief in die Augen und lächeln sich an. Dann küsst Austin Ally. Kurz nach dem Kuss kommt Kira und sagt zu Austin, dass sie nachgedacht hätte und nun seine feste Freundin sein will. Austin, Ally, Trish und Dez sind alle ziemlich erstaunt. Am Ende der Folge steht To be continued, was so viel wie Fortsetzung folgt bedeutet, geschrieben. Bemerkung: In dieser Episode erscheint Allys Mutter zum zweiten Mal. Zum ersten Mal erschien sie in Backups & Breakups. Außerdem küssen sich Austin und Ally zum ersten Mal und es ist die erste Episode mit angekündigter Fortsetzung. |           |                                 |                                          |                      |                                       |                     |                                   |                 |            |
| 30 | 11        | Partner und Pannen              | Partners & Parachutes                    | 17. März 2013        | 24. Mai 2013                          | Eric Dean Seaton    | Kevin Kopelow & Heath Seifert     | 4,38 Mio.       | 210        |
| Austin und Allys Kuss wird unterbrochen als Kira kommt und zustimmt Austins feste Freundin zu werden. Diese Episode ist die Fortsetzung von Chapters & Choices. Ally entscheidet sich dafür, sich nur noch um ihre eigene Karriere zu kümmern, aber wenn Megan kommt und die beiden zusammen interviewen will, wird es schwer Austin zu ignorieren. Inzwischen macht Austin mit Kira Schluss, um mit Ally zusammen sein zu können, doch als Megan sieht, wie die beiden sich umarmen, schießt sie ein Foto von ihnen und setzt es auf die Titelseite von Cheetah Beat mit dem Titel Austin's new girlfriend (Austins neue Freundin). Später, wenn Austin Ally sagt, dass zwischen ihm und Kira Schluss ist, zeigt Trish Ally die Cheetah-Beat-Ausgabe, welche bewirkt, dass Ally denkt Austin und Kira wären immer noch zusammen. Austin will Ally beweisen, dass er sie liebt, indem er ihr ein neues Klavier für ihr erstes Konzert schenkt. Dez will das Klavier mit einem Fallschirm zu ihr herunter lassen, aber der Fallschirm öffnet sich nicht und das Klavier fällt auf den Boden und zerbricht dabei. Als Austin und Dez im Sonic Boom sind, erinnert Austin sich als er und Ally das erste Mal einen Song geschrieben haben und findet dabei in Allys Songbuch das Lied „I Think About You“, was er am Ende Ally vorsingt. Zum Schluss sagt Austin, dass Ally und er jetzt offiziell ein Paar sind. |           |                                 |                                          |                      |                                       |                     |                                   |                 |            |
| 31 | 12        | Verrücktes und Fantastisches    | Freaky Friends & Fan Fiction             | 7. Apr. 2013         | 13. Sep. 2013                         | Eric Dean Seaton    | Rick Nyholm                       | 3,56 Mio.       | 217        |
| Dez nimmt an einem Schreibwettbewerb teil und erwirbt dazu eine alte mechanische Schreibmaschine, um bald darauf festzustellen, dass Alles, was er darauf verfasst real wird. Durch einen Trick entwendet Dez Rivale Chuck die Schreibmaschine und ärgert damit Dez und seine Freunde, deren Haare er beispielsweise lila färbt. |           |                                 |                                          |                      |                                       |                     |                                   |                 |            |
| 32 | 13        | Liebe und Karrieren             | Couples & Careers                        | 5. Mai 2013          | 27. Mai 2013                          | Eric Dean Seaton    | Teresa Ingram                     | 3,67 Mio.       | 218        |
| Austin und Ally haben ihr erstes Date, welches aber nicht wie nach Plan verläuft. Trish hat einen Auftrag für Austin und Ally und zwar müssen sie einen Song für einen Film schreiben. Allerdings sagen sie nicht, dass sie die Ideen des Anderen nicht mögen, und bringen sich so in eine knifflige Situation. Nachdem auch ihr erstes Date wenig erfolgreich war, unterhalten sich Austin und Ally über ihr Verhalten und machen Schluss, bleiben aber Freunde und Partner (im musikalischen Bereich). Am Ende gewinnen Trish und Dez den Wettbewerb, an dem sie teilgenommen haben, um einen neuen Teil ihres Lieblingsfilms zu sehen. |           |                                 |                                          |                      |                                       |                     |                                   |                 |            |
| 33 | 14        | Spannung und Entspannung        | Spas & Spices                            | 19. Mai 2013         | 28. Mai 2013                          | Adam Weissman       | Luisa Leschin                     | 2,60 Mio.       | 213        |
| Ally hat einen Fototermin für ein Magazin. Um sie darauf vorzubereiten, lädt Trish sie in ein Spa ein, in dem Trish gerade arbeitet, doch sie macht einige Fehler, woraufhin Allys Gesicht pink aussieht, ihre Zähne grün sind und Allys Hände in einem Wachsblock feststecken. Währenddessen holt Austin Allys Halskette von deren Oma. Als er Dez bei einem Chili-Kochwettbewerb gegen Chuck hilft, lässt er die Halskette in den Kochtopf fallen. Als er es bemerkt, sind die Kochtöpfe bereits bei den Wertungsrichtern und so durchsuchen sie die Gerichte aller Teilnehmer. |           |                                 |                                          |                      |                                       |                     |                                   |                 |            |
| 34 | 15        | Solos und streunende Katzen     | Solos & Stray Kitties                    | 2. Juni 2013         | 28. Okt. 2013                         | Shelley Jensen      | Joey Manderino & Samantha Silver  | 3,19 Mio.       | 214        |
| Ally möchte einen eigenen Plattenvertrag und nimmt dazu an einem Casting teil, das sie auch gewinnt. Doch Trish hat die Unterlagen dazu nicht gelesen, wodurch Ally erst jetzt merkt, dass sie sich für vier Jahre verpflichtet hat, in der Band namens „Stray Kitties“ (deutsch: streunende Katzen) in einem Katzenkostüm (als „Wicked Kitty“) aufzutreten. Trish gelingt es jedoch, die Produzentin auszutricksen, sodass Ally aus dem Vertrag herauskommt. Inzwischen versucht Dez „Glamour Kitty“, die auch in der Band ist, zu beeindrucken, indem er sich sehr seriös gibt. |           |                                 |                                          |                      |                                       |                     |                                   |                 |            |
| 35 | 16        | Jungs, Songs und Abzeichen      | Boy Songs & Badges                       | 8. Juni 2013         | 29. Okt. 2013                         | Eric Dean Seaton    | Kevin Kopelow & Heath Seifert     | —               | 218        |
| 36 | 17        | Aufnahmen und Ärger             | Tracks & Troubles                        | 23. Juni 2013        | 30. Okt. 2013                         | Sean K. Lambert     | Steve Freeman & Aaron Ho          | 3,3 Mio.        | 216        |
| 37 | 18        | Video-Hits und Rumgehopse       | Viral Videos & Very Bad Dancing          | 14. Juli 2013        | 31. Okt. 2013                         | Shannon Flynn       | Luisa Leschin                     | 3,2 Mio.        | 219        |
| 38 | 19        | Gerüchte und Beweise            | Tunes & Trials                           | 19. Juli 2013        | 1. Nov. 2013                          | Shelley Jensen      | Samantha Silver & Joey Manderino  | 4,1 Mio.        | 220        |
| 39 | 20        | Zukunftsmusik und Festivalsongs | Future Sounds & Festival Songs           | 28. Juli 2013        | 4. Nov. 2013                          | Shelley Jensen      | Francisco Angones and Amy Higgins | 3,3 Mio.        | 226        |
| 40 | 21        | Sport und Teamgeist             | Sports & Sprains                         | 4. Aug. 2013         | 4. Nov. 2013                          | Shelley Jensen      | Wayne Conley                      | 2,9 Mio.        | 221        |
| 41 | 22        | Strandstreicher und Glitzerkram | Beach Bums & Bling                       | 11. Aug. 2013        | 5. Nov. 2013                          | Sean Lambert        | Wayne Conley                      | 3,1 Mio.        | 215        |
| 42 | 23        | Familien & Fehden               | Family & Feuds                           | 1. Sep. 2013         | 8. Nov. 2013                          | Craig Wyrick-Solari | Rick Nyholm                       | 2,4 Mio.        | 223        |
| 43 | 24        | Coachs und Chaos                | Moon Week & Mentors                      | 15. Sep. 2013        | 6. Nov. 2013                          | Ken Ceizler         | Steve Freeman & Aaron Ho          | 3,6 Mio.        | 222        |
| Austin und Ally sind Gastjuroren einer Castingshow. Dort treffen sie auf Lucy, die nur als Spaß-Kandidat bei der Sendung ist, da sie vermeintlich keine Chance aufs Weiterkommen hat. Doch Ally entscheidet sich, Coach von Lucy zu werden, da sie in Lucy sich selbst wiedererkennt, als sie noch Lampenfieber hatte. Sie trainiert viel mit Lucy und zwängt ihr dabei ihren Willen auf. Kurz vor dem Auftritt verlässt Lucy deshalb die Bühne, entscheidet sich dann aber, mit ihrem eigenen Lied und Stil aufzutreten und gewinnt schließlich die Abstimmung zum nächsten Superstar. Gaststar: Sabrina Carpenter als Lucy Gluckman |           |                                 |                                          |                      |                                       |                     |                                   |                 |            |
| 44 | 25        | Realität und Fiktion            | Real Life & Reel Life                    | 22. Sep. 2013        | 7. Nov. 2013                          | Shelley Jensen      | Samantha Silver & Joey Manderino  | 3,2 Mio.        | 224        |
| 45 | 26        | Neuanfänge und Abschiede        | Fresh Starts & Farewells                 | 29. Sep. 2013        | 11. Nov. 2013                         | Shelley Jensen      | Heith Seifert & Kevin Kopelow     | 3,3 Mio.        | 225        |

## Staffel 3
Im April 2013 verlängerte der Disney Channel die Serie um eine dritte Staffel, die vom 27. Oktober 2013 bis zum 23. November 2014 ausgestrahlt wurde. Die deutschsprachige Erstausstrahlung war vom 27. Juli bis zum 21. August 2015 auf dem Disney Channel zu sehen.
| Nr. (ges.) | Nr. (St.) | Deutscher Titel                          | Originaltitel                     | Erstausstrahlung USA | Deutschsprachige Erstausstrahlung (D) | Regie               | Drehbuch                                                                       | Zuschauer (USA) | Prod. Code |
| --- | --------- | ---------------------------------------- | --------------------------------- | -------------------- | ------------------------------------- | ------------------- | ------------------------------------------------------------------------------ | --------------- | ---------- |
| 46 | 1         | Tourneen und Wiedersehen                 | Road Trips & Reunions             | 27. Okt. 2013        | 27. Juli 2015                         | Shelley Jensen      | Kevin Kopelow & Heath Seifert                                                  | 3,3 Mio.        | 301        |
| 47 | 2         | Was wäre wenn …                          | What Ifs & Where’s Austin         | 3. Nov. 2013         | 28. Juli 2015                         | Shelley Jensen      | Rick Nyholm                                                                    | 3,5 Mio.        | 302        |
| 48 | 3         | Schuhe & Medaillen                       | Presidents & Problems             | 10. Nov. 2013        | 29. Juli 2015                         | Shelley Jensen      | Meg DeLoatch                                                                   | 3,0 Mio.        | 303        |
| 49 | 4         | Strandclubs & allerbeste Freundinnen     | Beach Clubs & BFFs                | 24. Nov. 2013        | 30. Juli 2015                         | Sean Lambert        | Samantha Silver & Joey Manderino                                               | 3,1 Mio.        | 304        |
| 50 | 5         | Verwechslungen und Mistelzweige          | Mix-Ups & Mistletoes              | 1. Dez. 2013         | 6. Dez. 2015                          | Adam Weissman       | Rick Nyholm                                                                    | 3,2 Mio.        | 310        |
| 51 | 6         | Unaufhaltsam und katastrophal            | Glee Clubs & Glory                | 19. Jan. 2014        | 31. Juli 2015                         | Shelley Jensen      | Meg DeLoatch                                                                   | 3,0 Mio.        | 313        |
| 52 | 7         | Austin und Roxy Rocket                   | Austin & Alias                    | 26. Jan. 2014        | 3. Aug. 2015                          | Jon Rosenbaum       | Steve Freeman & Aaron Ho                                                       | 2,7 Mio.        | 305        |
| 53 | 8         | Prinzessinnen und Preise                 | Princesses & Prizes               | 9. Feb. 2014         | 4. Aug. 2015                          | Eric Dean Seaton    | Rick Nyholm                                                                    | 2,7 Mio.        | 306        |
| 54 | 9         | Herzklopfen und Ratschläge               | Cupids & Cuties                   | 9. März 2014         | 5. Aug. 2015                          | Eric Dean Seaton    | Heath Seifert and Kevin Kopelow                                                | 1,9 Mio.        | 307        |
| 55 | 10        | Kritik und Lampenfieber                  | Critics & Confidence              | 16. März 2014        | 6. Aug. 2015                          | Shannon Flynn       | Aaron Ho & Steve Freeman                                                       | 2,0 Mio.        | 308        |
| 56 | 11        | Regisseure & Diven                       | Directors & Divas                 | 13. Apr. 2014        | 7. Aug. 2015                          | Laura James         | Story by Joey Manderino & Samantha Silver Teleplay by Aaron Ho & Steve Freeman | 2,3 Mio.        | 317        |
| Gaststar: Grace Phipps als Brandy Braxton |           |                                          |                                   |                      |                                       |                     |                                                                                |                 |            |
| 57 | 12        | Country-Songs und Konkurrenz             | Hunks & Homecoming                | 22. Juni 2014        | 10. Aug. 2015                         | Adam Weissman       | Steve Freeman & Aaron Ho                                                       | 2,9 Mio.        | 311        |
| Ally wird von ihrem Plattenlabel Gavin als neuer Gesangspartner zugeteilt und sie muss feststellen, dass er in sie verknallt ist. Sie muss sich nun entscheiden, ob sie lieber mit Austin oder Gavin zusammenarbeiten möchte. |           |                                          |                                   |                      |                                       |                     |                                                                                |                 |            |
| 58 | 13        | Modenschauen und erste Eindrücke         | Austin's New Crush                | 29. Juni 2014        | 11. Aug. 2015                         | Craig Wyrick-Solari | Samantha Silver & Joey Mandarino                                               | 2,1 Mio.        | 312        |
| 59 | 14        | Fanatiker und Gefälligkeiten             | Fanatics & Favors                 | 13. Juli 2014        | 12. Aug. 2015                         | Sean Lambert        | Joey Mandarino & Samantha Silver                                               | 2,2 Mio.        | 309        |
| 60 | 15        | Eier und Außerirdische                   | Eggs & Extraterrestrials          | 27. Juli 2014        | 13. Aug. 2015                         | Shelley Jensen      | Calum Worthy                                                                   | 2,7 Mio.        | 321        |
| 61 | 16        | Abschlussbälle und Versprechen           | Proms & Promises                  | 10. Aug. 2014        | 14. Aug. 2015                         | Jean Sagal          | Kevin Kopelow & Heath Seifert                                                  | 2,3 Mio.        | 315        |
| 62 | 17        | Letzter Tanz und letzte Chancen          | Last Dances & Last Chances        | 24. Aug. 2014        | 17. Aug. 2015                         | Jon Rosenbaum       | Heath Seifert & Kevin Kopelow                                                  | —               | 316        |
| 63 | 18        | Videos und Schurken                      | Videos & Villains                 | 21. Sep. 2014        | 18. Aug. 2015                         | Craig Wyrick-Solar  | Amelia Sims                                                                    | 1,9 Mio.        | 320        |
| 64 | 19        | Schönheiten und Fieslinge                | Beauties & Bullies                | 28. Sep. 2014        | 19. Aug. 2015                         | Rich Correll        | Kevin Kopelow & Heath Seifert                                                  | 2,1 Mio.        | 319        |
| 65 | 20        | Horror-Geschichten und Halloween-Schreck | Horror Stories & Halloween Scares | 5. Okt. 2014         | 20. Aug. 2015                         | Rich Correll        | Jay Dyer                                                                       | 2,4 Mio.        | 318        |
| 66 | 21        | Erfolg und Abschied                      | Records & Wrecking Balls          | 20. Okt. 2014        | 21. Aug. 2015                         | Ken Ciezler         | Rick Nyholm                                                                    | 2,1 Mio.        | 314        |
| 67 | 22        | Beziehungen und rote Teppiche            | Relationships & Red Carpets       | 23. Nov. 2014        | 21. Aug. 2015                         | Shelley Jensen      | Rick Nyholm                                                                    | 2,9 Mio.        | 322        |

## Staffel 4
Die Erstausstrahlung der vierten Staffel war vom 18. Januar 2015 bis zum 10. Januar 2016 auf dem US-amerikanischen Sender Disney Channel zu sehen. Die deutschsprachige Erstausstrahlung war auf dem deutschen Free-TV-Sender Disney Channel vom 18. April bis zum 13. Mai 2016 zu sehen.
| Nr. (ges.)                          | Nr. (St.) | Deutscher Titel                             | Originaltitel                       | Erstausstrahlung USA | Deutschsprachige Erstausstrahlung (D) | Regie               | Drehbuch                         | Zuschauer (USA) | Prod. Code |
| ----------------------------------- | --------- | ------------------------------------------- | ----------------------------------- | -------------------- | ------------------------------------- | ------------------- | -------------------------------- | --------------- | ---------- |
| 68                                  | 1         | Kurzgeschoren und Neuanfänge                | Buzzcuts & Beginnings               | 18. Jan. 2015        | 18. Apr. 2016                         | Shelley Jensen      | Kevin Kopelow & Heath Seifert    | 3,08 Mio.       | 401        |
| 69                                  | 2         | Matratzenläden und Musik-Akademien          | Mattress Stores & Music Factories   | 25. Jan. 2015        | 19. Apr. 2016                         | Shelley Jensen      | Kevin Kopelow & Heith Seifert    | 2,22 Mio.       | 402        |
| 70                                  | 3         | Große Eröffnung und Erwartungen             | Grand Openings & Great Expectations | 8. Feb. 2015         | 20. Apr. 2016                         | Eric Dean Seaton    | Samantha Silver & Joey Manderino | 2,07 Mio.       | 403        |
| 71                                  | 4         | Abschlussklasse und Senores                 | Seniors & Señors                    | 15. Feb. 2015        | 21. Apr. 2016                         | Eric Dean Seaton    | Steve Freeman & Aaron Ho         | 2,35 Mio.       | 404        |
| 72                                  | 5         | Hausaufgaben und verborgene Talente         | Homework & Hidden Talents           | 28. März 2015        | 22. Apr. 2016                         | Craig Wyrick-Solari | Heath Seifert & Kevin Kopelow    | 1,41 Mio.       | 405        |
| Gaststar: Maddie Ziegler als Shelby |           |                                             |                                     |                      |                                       |                     |                                  |                 |            |
| 73                                  | 6         | Gesangsduo und Verdachtsmomente             | Duos & Deception                    | 19. Apr. 2015        | 25. Apr. 2016                         | Jean Sagel          | Samantha Silver & Joey Manderino | 2,22 Mio.       | 409        |
| Gaststar: Dove Cameron als Bobbie   |           |                                             |                                     |                      |                                       |                     |                                  |                 |            |
| 74                                  | 7         | Hochzeitsglocken und komische Vögel         | Wedding Bells & Wacky Birds         | 3. Mai 2015          | 26. Apr. 2016                         | Adam Weissman       | Rachel McNevin                   | 1,95 Mio.       | 406        |
| 75                                  | 8         | Karaoke und Katastrophen                    | Karaoke & Kalamity                  | 14. Juni 2015        | 27. Apr. 2015                         | Shelley Jensen      | Aaron Ho & Steve Freeman         | 1,75 Mio.       | 412        |
| 76                                  | 9         | Auftritte und Muffinkörbe                   | Mini-Me’s & Muffin Baskets          | 21. Juni 2015        | 28. Apr. 2016                         | Shelley Jensen      | Samantha Silver & Joey Manderino | 2,02 Mio.       | 413        |
| 77                                  | 10        | Tanzschritte und Trophäen                   | Dancers & Ditzes                    | 12. Juli 2015        | 29. Apr. 2016                         | Adam Weissman       | Kevin Kopelow & Heath Seifert    | 2,25 Mio.       | 407        |
| Gaststar: Becky G als sie selbst    |           |                                             |                                     |                      |                                       |                     |                                  |                 |            |
| 78                                  | 11        | Mysterien und miese Laune                   | Mysteries & Meddling Kids           | 26. Juli 2015        | 2. Mai 2016                           | Laura James         | Steve Freeman & Aaron Ho         | 2,18 Mio.       | 417        |
| 79                                  | 12        | Comebacks und Kristallkugeln                | Comebacks & Crystal Balls           | 9. Aug. 2015         | 3. Mai 2016                           | Craig Wyrick-Solari | Jeny Quine                       | 2,17 Mio.       | 408        |
| 80                                  | 13        | Fehlende Worte und Boynado                  | Burdens & Boynado                   | 23. Aug. 2015        | 4. Mai 2016                           | Shelley Jensen      | Samantha Silver & Joey Manderino | 1,94 Mio.       | 418        |
| 81                                  | 14        | Söhne und Dates                             | Bad Seeds & Bad Dates               | 20. Sep. 2015        | 5. Mai 2016                           | A. Laura James      | Jeny Quine                       | 1,83 Mio.       | 411        |
| 82                                  | 15        | Gruselige Geister und schaurige Geschichten | Scary Spirits & Spooky Stories      | 20. Okt. 2015        | 6. Mai 2016                           | Andy Fickman        | Garron Ma                        | 2,13 Mio.       | 414        |
| 83                                  | 16        | Ablehnungen und wilde Fahrten               | Rejection & Rocketships             | 8. Nov. 2015         | 9. Mai 2016                           | Raini Rodriguez     | Rachel McNevin                   | 1,79 Mio.       | 415        |
| 84                                  | 17        | Vermisste Bücher und Erinnerungen           | Cap and Gown & Can't Be Found       | 22. Nov. 2015        | 10. Mai 2016                          | D.W. Moffett        | Jeny Quine                       | 1,73 Mio.       | 416        |
| 85                                  | 18        | Wünsche und Weihnachtselfen                 | Santas & Surprises                  | 6. Dez. 2015         | 11. Mai 2016                          | Jean Sagal          | Wayne Conley                     | 1,52 Mio.       | 410        |
| 86                                  | 19        | Musicals und erwachsen werden               | Musicals & Moving On                | 10. Jan. 2016        | 12. Mai 2016                          | Craig Wyrick-Solari | Aaron Ho & Steve Freeman         | 2,89 Mio.       | 420        |
| 87                                  | 20        | Duette und Pläne                            | Duets & Destiny                     | 10. Jan. 2016        | 13. Mai 2016                          | Shelley Jensen      | Heath Seifert & Kevin Kopelow    | 3,20 Mio.       | 419        |